# Andreas Reize
Andreas Reize (Soleura, 19 de mayo de 1975) es un organista y director de orquesta suizo, especializado en ópera y dirección coral. Fue nombrado Thomaskantor el 11 de septiembre de 2021, convirtiéndose en el decimoctavo director de música en hacerse cargo del mundialmente famoso Coro de Santo Tomás de Leipzig en la sucesión de Johann Sebastian Bach.

## Carrera profesional
Reize nació y creció en Soleura, donde obtuvo el Matura en 1996. Fue miembro durante mucho tiempo de Singknaben der St. Ursenkathedrale Solothurn. Estudió música eclesiástica en la Hochschule der Künste Bern y la Escuela Superior de las Artes de Zúrich, logrando también la maestría en pedagogía del piano y órgano de concierto. Estudió órgano y clavicémbalo en la Schola Cantorum Basiliensis de 1999 a 2002, seguido de estudios de dirección orquestal en la Musikhochschule Luzern. Realizó estudios de posgrado en dirección en la Universität für Musik und darstellende Kunst Graz y con Johannes Prinz en Viena, terminado en 2006 con distinción. Reize asistió a clases magistrales con Anders Eby, Colin Davis, Bernard Haitink y Ralf Weikert, entre otros; y fue especialmente influenciado en los encuentros con Nikolaus Harnoncourt en la Opernhaus Zürich y el festival Styriarte.
Reize fundó el grupo Cantus Firmus Vokalensemble und Consort en 2001 y el coro de cámara Cantus Firmus Kammerchor en 2006. Se convirtió en director musical de Oper Schloss Waldegg en 2006, donde sus conjuntos interpretaron y grabaron Le Devin du Village de Rousseau  y Apollo e Dafne de Handel. Interpretaron una serie de óperas de Monteverdi, L'Orfeo en 2017, Il ritorno d'Ulisse in Patria en 2019 y L'incoronazione di Poppea en 2021. Dirigió en el Teatro Biel-Solothurn Zaïs de Rameau y Dido y Eneas de Purcell.  
Reize dirigió como invitado en el Nationaltheater Mannheim, la Orquesta de la Tonhalle de Zúrich y el Schweizer Kammerchor. En 2007, fue profesor en Swiss Opernstudio. Con cantus firmus, apareció en el Internationale Sommerfestspielen für Alte Musik en Innsbruck, el Bachwochen en Amsoldingen, y en conciertos de la Bieler Sinfonieorchester.
Reize fue director artística de Singknaben der St. Ursenkathedrale Solothurn de 2007 a 2021. Amplió su repertorio con música contemporánea, como canciones pop coreografiadas para SKJF, un festival de coros infantiles y juveniles suizos. El coro actuó en servicios y conciertos, incluida una presentación anual del Oratorio de Navidad de Bach, que también se presentó en la Kulturfabrik Kofmehl en 2014 y 2015. El coro participó en el Europäisches Jugendchor Festival Basel en 2016. Grabaron dos CD, Now sleeps the crimson petal en 2016 y Sing a cappella! en 2018.
De 2011 a 2021, Reize también dirigió el Gabrielichor en Berna, un conjunto especializado en música para varios coros, incluido el de escenarios de Rovetta y Rosenmüller, y Vísperas de Monteverdi.  Fue director del Zürcher Bach Chor de 2011 a 2021, dirigiendo un repertorio con música desde el Renacimiento hasta el contemporáneo, tanto en conciertos orquestales como especialmente a capela. Produjo una interpretación parcialmente escenificada del Rey Arturo de Purcell, la primera interpretación suiza de la Pasión según San Juan de Bach con la instrumentación de Robert Schumann y Der Messias, el arreglo de Mozart del Mesías de Handel, entre otros. Actuaron en la Augustinerkirche de Erfurt, la Catedral de Meißen y la Dresden Frauenkirche.
El 18 de diciembre de 2020, Reize fue designado por el ayuntamiento de Leipzig como Thomaskantor, el decimoctavo en el puesto después de Johann Sebastian Bach. Es el primer suizo y el primer católico desde la Reforma en el puesto. Su predecesor, Gotthold Schwarz, se retiró a fines de junio de 2021. Reize asumió el cargo el 11 de septiembre de 2021, interpretando por la tarde la cantata de Bach Was Gott tut, das ist wohlgetan, BWV 99, con el Thomanerchor y la Orquesta de la Gewandhaus de Leipzig en la serie Motette.

## Premios
- 1996: Förderpreis del Regiobank Solothurn
- 2004 y 2005: Premio Study en dirección orquestal del Sonart y de la fundación Kiefer Hablitzel[11]
- 2009: Premio musical del Canton of Solothurn[12]
- 2009: Preis pro Wartenfels por méritos culturales en la región de Olten como director del coro de cámara Buchsgau[13]
- 2011: Anerkennungspreis de la fundación cultural Kurt und Barbara Alten[14][15]
- 2017: Premio musical del Canton of Solothurn, con la Singknaben of the Solothurn Cathedral[16]

## Grabaciones
- Rousseau: Le Devin du Village, Cantus Firmus, cpo 2007/DRS 2 OCLC 1183772811
- Handel: Apollo e Dafne y obras orquestales, Cantus Firmus, cpo 2011/Radio DRS 2OCLC 937026982
- Now Sleeps the Crimson Petal, canciones y motetes para Adviento y Navidad, Singknaben der St. Ursenkathedrale Solothurn , Producción Rondeau, Leipzig 2016OCLC 1104802517
- Cantar a capella, Singknaben der St. Ursenkathedrale Solothurn , Producción Rondeau, Leipzig 2018OCLC 1089290362